# Gotico Angioiano
Gotico Angioiano ist Gotik des Königreiches Sizilien ab 1266 bzw. des Königreichs Neapel ab 1302 unter dem dortigen Haus Anjou. Sie darf nicht mit der Angevinischen Gotik Westfrankreichs verwechselt werden, die – etymologisch gleich – nach dem Angevinischen Reich des Älteren Hauses Anjou benannt ist.
Karl von Anjou, der nicht aus dem Hause Anjou-Plantagenet stammte, sondern ein Kapetinger war, Bruder Ludwigs IX. von Frankreich und von diesem mit der Grafschaft Anjou belehnt, wurde von den Päpsten Urban IV. und Clemens IV. auf den Thron Siziliens lanciert, die so die Herrschaft der Staufer in Süditalien beendeten. Karl brachte aus Frankreich neben zahlreichen Höflingen auch Bauleute mit. So entstanden unter ihm und seinen Nachfolgern Bauwerke, die französische Gotik mit italienischen Bauprinzipien verbanden.
Zu den bekannten Werken dieses Stils gehört die Kathedrale von Lucera und die Franziskanerkirche San Lorenzo Maggiore in Neapel, zu den weniger bekannten die Kirche Santa Maria a Marciano in der Gemeinde Piana di Monte Verna in Kampanien.

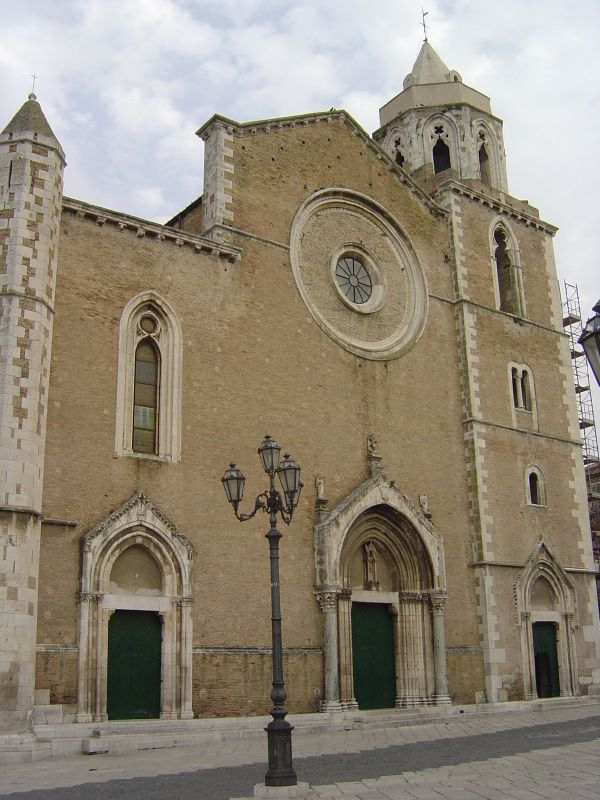
Kathedrale von Lucera, südlichste gotische Backsteinkirche des italienischen Festlandes
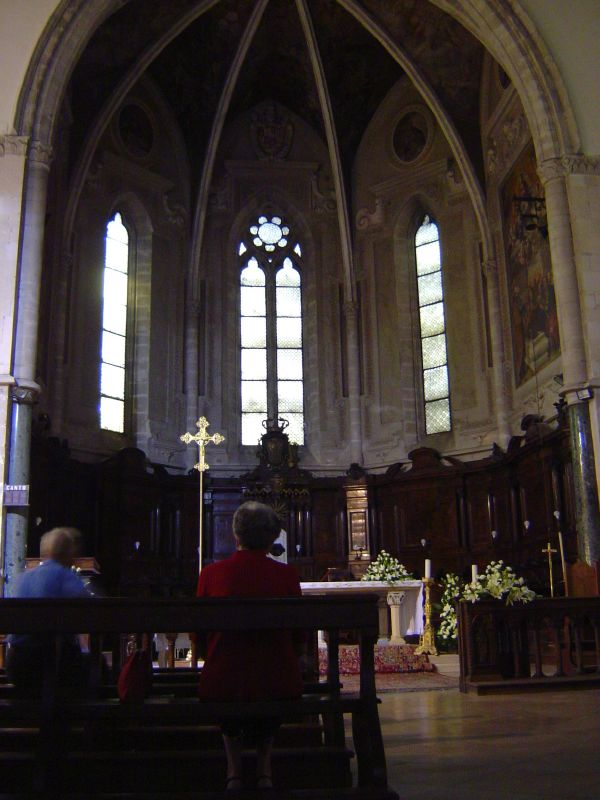
Kathedrale von Lucera, Apsis mit Schirmgewölbe
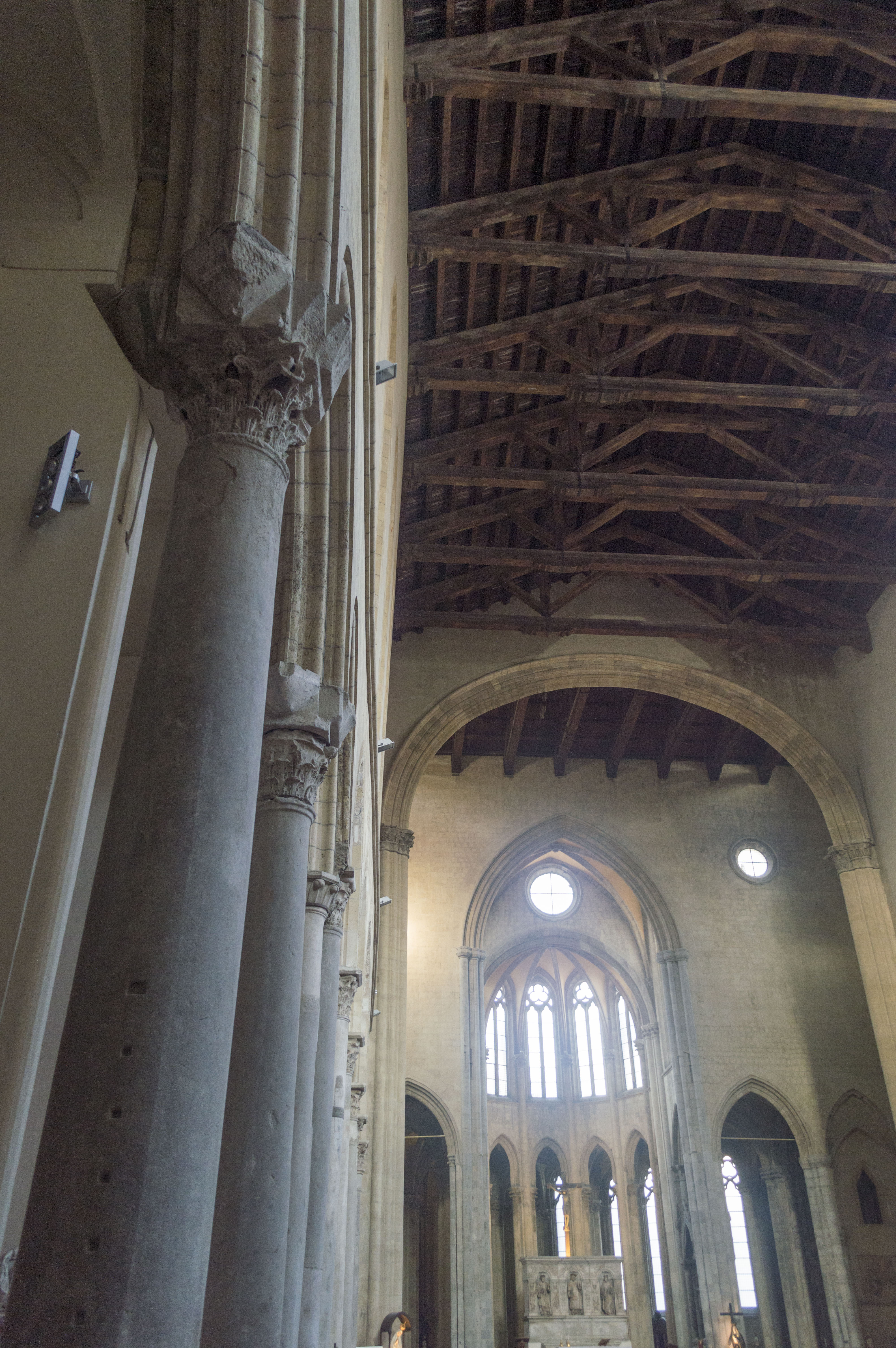
San Lorenzo Maggiore in Neapel, Schiff zum Dachstuhl offen
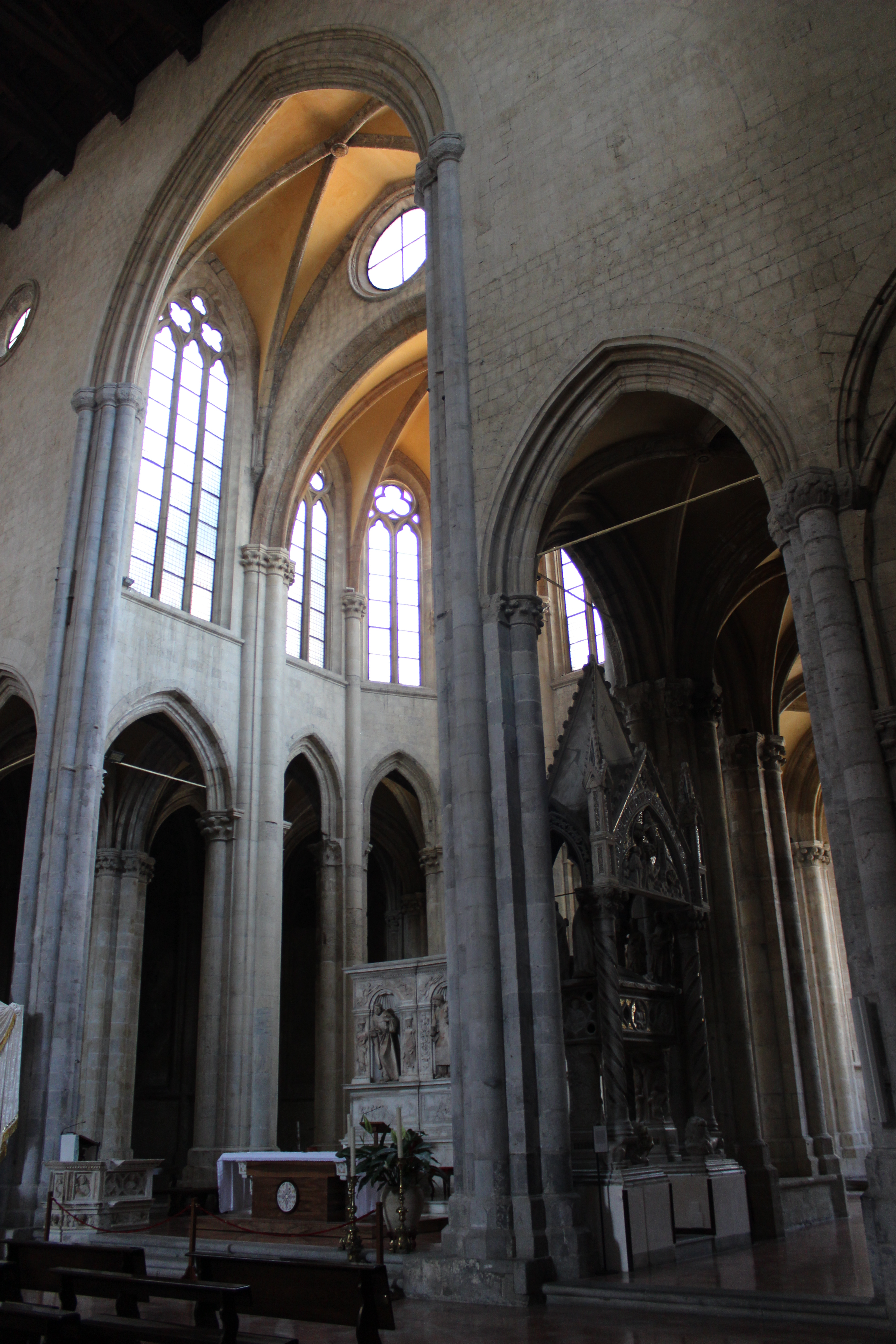
San Lorenzo Maggiore, Umgangschor mit Kreuzrippengewölben